# Віруючі
«Religulous» (утворено змішанням слів «релігійний» англ. Religious і «сміхотворний» англ. Ridiculous) - документальний фільм про релігію, знятий режисером Ларрі Чарльзом в 2008. Як сценарист та ведучий фільму виступив відомий комік Білл Мар.

## Зміст
Цікавий і незвичайний погляд на найпопулярніші в сучасному світі релігії і спроба порівняти їх за допомогою вірян через подорожі тими куточками планети, які вважаються традиційними для паломників. Родзинкою цього проєкту стало те, що ведучим та ідеологом проєкту є знаменитий комік Білл Мехер, який зовсім не відчуває пієтету до досліджуваної ним теми.

## Ролі
| Актор                      | Роль |
| -------------------------- | ---- |
| Білл Мар                   | -    |
| Таль Бачман                | -    |
| Джонатан Болден            | -    |
| Стів Берг                  | -    |
| Френсіс Коллінз            | -    |
| Джордж Койн                | -    |
| Бенжамін Крим              | -    |
| Джеремі Каммінгс           | -    |
| Хосе Луїс Де Хесус Міранда | -    |
| Фатіма Елатік              | -    |

## Знімальна група
- Режисер — Ларрі Чарльз
- Сценарист — Білл Мар
- Продюсер — Білл Мар, Палмер Вест, Джона Сміт